# Петър (Дукля)
Вижте пояснителната страница за други личности с името Петър.
Петър е архонт на Дукля от IX или X век.
Единственото сведение за него е печат, открит през XIX век, изобразяващ бюст на Богородица с медальон на Иисус Христос и надпис ΠΕΤΡ[Ο]Υ ΑΡΧΟΝΤΟΣ ΔΙΟΚΛ[Ε]ΙΑ[Σ] ΑΜΗΝ („Петър, архонт на Дукля, Амин“). Печатът е рядък източник за ранната история на Дукля, показващ, че през IX век областта все още е под управлението или поне силното културно влияние на Византийската империя. Някои изследователи идентифицират Петър със споменатия в Дуклянската летопис Петрислав, баща на дуклянския княз Иван Владимир.